# ڎ
الدال المثلثة (ڎ) أو الڎال حرف من الحروف الإضافية في الأبجدية العربية. يضاف هذا الحرف إلى الأبجدية العربية لترجمة بعض الأحرف الأجنبية ترجمة صوتية.
وقد تنفرد اللهجة الهورامية الكردية هذا الحرف وله صوت بين حرفي "د" و"ذ". وهذا الصوت موجود في بعض اللهجات الكردية الوسطى مثل الأردلاني [السورانية الكردية]. وتعبير هذا الحرف بحرف "د" لا يغير معنى الكلمة.

## الكتابة
| الموقع من الكلمة: | معزول | بدائي | وسطي | نهائي |
| ----------------- | ----- | ----- | ---- | ----- |
| شكل الحرف:        | ڎ     | ڎ     | ـڎ   | ـڎ    |